# 项华
项华（1929年—），天津市人，中华人民共和国政治人物。
1945年8月加入中国共产党，中国人民大学马列主义夜大学高中肄业。1945年至1948年在天津当地下党，在天津天申女中学生会主席、天津市学联主席团、冀中工商局会计科干部，解放区救济总署晋察冀分署接运科任职，后转到北平。1949年至1953年在中国新民主主义青年团北京市委筹委西南区办事处、团北京市委中学部、团西单区委任职。1953年至1966年任中共北京市委组织部干事、科长、副处长。文革时到密云县劳动。1970年至1983年先后任河南省信阳地区机修厂领导成员，信阳地区知青办副主任、北京市农机局政治组副组长、组织处处长、中共北京市委组织部干部一处处长。1983年至1985年任最高人民法院人事厅副厅长。1985年至1993年任最高人民法院党组成员、人事厅厅长、党组纪检组组长。